# Wladimir Semjonowitsch Myschkin
Wladimir Semjonowitsch Myschkin (russisch Владимир Семёнович Мышкин; * 19. Juni 1955 in Kirowo-Tschepezk) ist ein ehemaliger russischer Eishockeytorwart und Nationaltorwart der sowjetischen Eishockeynationalmannschaft in den 1970er und 1980er Jahren.

## Karriere
Der in Kirowo-Tschepezk in der damaligen Russische SFSR geborene Myschkin war einer der wenigen jüdischen Spieler in der sowjetischen Mannschaft und Back-up-Goalie und somit im ständigen Schatten des überragenden Wladislaw Tretjak. Dennoch erlangte er bei zwei Begebenheiten internationale Bekanntheit: Am 11. Februar 1979 überraschte Trainer Wiktor Tichonow alle mit seiner Entscheidung, Myschkin beim Challenge Cup gegen die National Hockey League All-Stars in der Startaufstellung zu bringen. Dieser bedankte sich mit einem Shutout beim 6:0-Sieg seines Teams. Seine größte Bekanntheit erlangte er während der Olympischen Winterspiele 1980 im legendären Spiel (Miracle on Ice) gegen die USA. Er wurde am Ende des ersten Drittels von seinem damaligen Trainer Wiktor Tichonow anstelle des bis dahin im Tor stehenden Wladislaw Tretjak eingewechselt. Im zweiten Drittel konnte er noch zwei Tore verhindern, aber im letzten Drittel konnte er die Schüsse der Amerikaner Mark Johnson und Mike Eruzione nicht halten und das Spiel ging mit 4:3 verloren. Bis heute gilt die Entscheidung Tichonows für Myschkin als Fehlentscheidung und „Knackpunkt“ des Spiels.
Später arbeitete Myschkin als Torhütertrainer beim HC Davos, EV Zug, HK ZSKA Moskau. Zudem betreut er die russische Nationalmannschaft als Torwarttrainer.

## Erfolge
- Silbermedaille bei den Olympischen Winterspielen 1980 in Lake Placid
- Goldmedaille bei den Olympischen Winterspielen 1984 in Sarajevo
- Verdienter Meister des Sports der UdSSR